# Mosesita
La mosesita és un mineral de la classe dels halurs. Rep el seu nom en honor d'Alfred Joseph Moses (1859-1920), professor de mineralogia de la Universitat de Colúmbia, qui va descriure per primera vegada diversos dels minerals de mercuri de Terlingua.

## Característiques
La mosesita és un halur de fórmula química (Hg₂N)(Cl,SO₄,MoO₄)·H₂O. Cristal·litza en el sistema isomètric. La seva duresa a l'escala de Mohs es troba entre 3 i 4.
Segons la classificació de Nickel-Strunz, la mosesita pertany a «03.DD: Oxihalurs, hidroxihalurs i halurs amb doble enllaç, amb Hg» juntament amb els següents minerals: eglestonita, poiarkovita, kadyrelita, vasilyevita, hanawaltita, terlinguaïta, pinchita, gianel·laïta, kleinita, tedhadleyita, terlinguacreekita, kelyanita, aurivilliusita i comancheïta.

## Formació i jaciments
Va ser descoberta al districte de Terlingua, al comtat de Brewster (Texas, Estats Units), on sol trobar-se associada a altres minerals com la montroydita, el guix i la calcita. També ha estat descrita als estats de Califòrnia i Nevada, així com als estats mexicans de Guerrero i Querétaro.